# Juan María Lizarralde Urreta
Juan María Lizarralde Urreta, alias Heavy a été un membre historique de l'organisation séparatiste Euskadi ta Askatasuna (ETA). Il a été chef du commando Nafarroa, auquel il a appartenu en deux étapes, jusqu'à son décès, (suicide selon la version officielle), pendant les événements de la Foz de Lumbier (Canyon de Lumbier) dans lesquels est aussi morte sa compagne Susana Arregui Maitegui et le sergent de la Garde Civile José Luis Hervás Manas.

## Biographie
Il a commencé son activité à l'ETA en 1979, quand il a incorporé à un commando légal de l'organisation. En 1980 il intègre le Commando Buruntza, un satellite du Commando Donosti où il a effectué ses premiers attentats. Il a commis son premier meurtre le 31 octobre 1980, en abattant l'avocat José María Pérez de Orueta à Saint-Sébastien. Le 27 novembre il assassine au Lieutenant le Colonel de l'armée Miguel Garciarena Baráibar, et le 27 mars 1981 Juan Costa Otamendi à Tolosa. Il a aussi pris part à l'attentat contre le Lieutenant de la Marine d'Ondarroa Francisco Santamaría Saldaña, et dans l'attaque contre le corps de garde de la prison de Martutene.
Le commando Buruntza a été démantelé le 27 juin 1984, et Lizarralde est parvenu à s'enfuir vers la France.

## Commando Nafarroa
Fin 1984, il s'est incorporé au premier Commando Nafarroa d'ETA, qui a fonctionné entre 1979 et 1986. Cette première partie du commando n'était pas à proprement parler un commando stable. Il effectuait des actions et généralement s'enfuyait vers le sud de la France, où la police espagnole ne pouvait intervenir. Outre Lizarralde, ont composé ce commando à divers moments, Mercedes Galdós Arsuaga, alias Bitxori, José Ramón Martínez de la Fuente, alias Txori, Juan Jose Legorburu et Pedro María Gorospe Lerchundi, alias Txato el Viejo.
Pendant cette époque, le Commando Nafarroa a assassiné l'ex-lieutenant Colonel José Luis Prieto Gracia, l'ex-commandant Jesus Alcocer Jiménez, les policiers locaux Tomás Palacín Pellejero et Juan José Visiedo Calero, le policier Francisco Miguel Sánchez, l'enfant Alfredo Aguirre Belascoain dans l'attentat précédent, et le Général en réserve Juan Atares Peña.
En mars 1986, dans une importante opération policière, le commando a été démantelé et plusieurs de ses membres arrêtés, mais Lizarralde est parvenu à échapper et de nouveau s'est réfugié en France.
En 1988, Lizarralde a eu la responsabilité de recomposer le Commando Nafarroa, avec la collaboration de Germán Rubenach et Susana Arregui Maitegui. Juan José Zubieta Zubeldia et Javier Goldaraz Aldaya les rejoindront par la suite.
Aux ordres de Lizarralde, ils vont perpétrer deux attentats à la voiture piégée à Estella-Lizarra et Pampelune, et une attaque d'une garnison de la Garde Civile à Altsasu-Alsasua, avec un solde total de 3 morts et de 11 blessés. En outre, le 24 novembre 1989 le commando enlève l'industriel Adolfo Villoslada, libéré 84 jours plus tard à la suite du paiement de la somme de 350 millions de pesetas. Zubieta travaillait dans l'entreprise de Villoslada et a fourni toutes les informations nécessaires pour le rapt du chef d'entreprise.

## Mort
Le 25 juin 1990, trois des membres du commando, Lizarralde, Arregi et Rubenach, se trouvaient à la Foz de Lumbier préparant un attentat lorsqu'ils ont été surpris par une patrouille de la Garde Civile. Lizarralde a tiré deux fois sur un sergent de la "Benemérita" (nom populaire pour désigner la Garde Civile), José Luis Hervás Manas, qui trouve la mort. Les trois activistes se sont alors enfuis en haut de la rivière tandis que l'autre garde a donné l'alerte. Des forces du groupe antiterroriste rural (GAR) encadrent la zone et commencent une recherche avec des hélicoptères et des chiens policier qui, avant la nuit tombée, localisent, Rubenach gravement blessé. Le matin, quand les forces spéciales ont continué les recherches, ils ont trouvé Arregi et Lizarralde morts, tous les deux avec des traces de coups de feu dans la tête. Lizarralde, en outre, se trouvait avec la tête immergée dans la rivière Irati. Selon la version officielle des faits, corroborée par la première déclaration devant le juge de Germán Rubenach, s'étant vu entourés par la police, ils ont opté pour le suicide collectif. Rubenach a postérieurement changé sa déclaration alléguant l'amnésie et a dit qu'il ne savait pas comment les faits s'étaient produits.
En juillet, les analyses pratiquées par l'Institut national de toxicologie sur le corps Juan María Lizarralde ont déterminé que son décès a pu se produire par noyade dans les eaux de la rivière Irati, dans laquelle se trouvait sa tête quand elle a été trouvée. L'étude postérieure a expliqué que la présence d'eau dans ses organes vitaux n'était pas incompatible avec la mort par balle, et a démonté la possibilité que la noyade était précédente au tir.

## Enterrement
Jon María Lizarralde a été enterré le 28 juin dans sa localité d'origine, Andoain. La formation Herri Batasuna, bras politique d'ETA, a essayé que soit déclaré Fils Préféré de la localité - proposition qui a été rejetée par la séance plénière de la mairie - et qu'une chapelle ardente soit installée dans la salle des fêtes de la maison consistoriale, chose qui, finalement, sera acceptée.
Les secteurs les plus radicaux du nationalisme basque ont interprété les événements de Lumbier comme un acte prémédité par les forces de sécurité,.

### Sources et bibliographie
- (es) Cet article est partiellement ou en totalité issu de l’article de Wikipédia en espagnol intitulé « Juan María Lizarralde Urreta » (voir la liste des auteurs).
- Jean Chalvidant, ETA : L'enquête, éd. Cheminements, coll. « Part de Vérité », octobre 2003, 426 p. (ISBN 978-2-84478-229-8)
- (es) José María Benegas, Diccionario de Terrorismo, Madrid, Espasa Calpe, coll. « Diccionario Espasa », novembre 2004, 920 p. (ISBN 978-84-670-1609-3)
- Jacques Massey, ETA : Histoire secrète d'une guerre de cent ans, Paris, Flammarion, coll. « EnQuête », février 2010, 386 p. (ISBN 978-2-08-120845-2)
- (es) Foz de Lumbier. Antecedente y crónica de unas ejecuciones, Ricardo Zabalza, Éditions Txalaparta, 1990.  (ISBN 84-86597-24-2)
- (es) Cien razones por las que dejé de ser español, Jose Mari Esparza Zabalegi, Éditions Txalaparta, 2006.  (ISBN 978-84-8136-465-1)